# Château Rauzan-Ségla

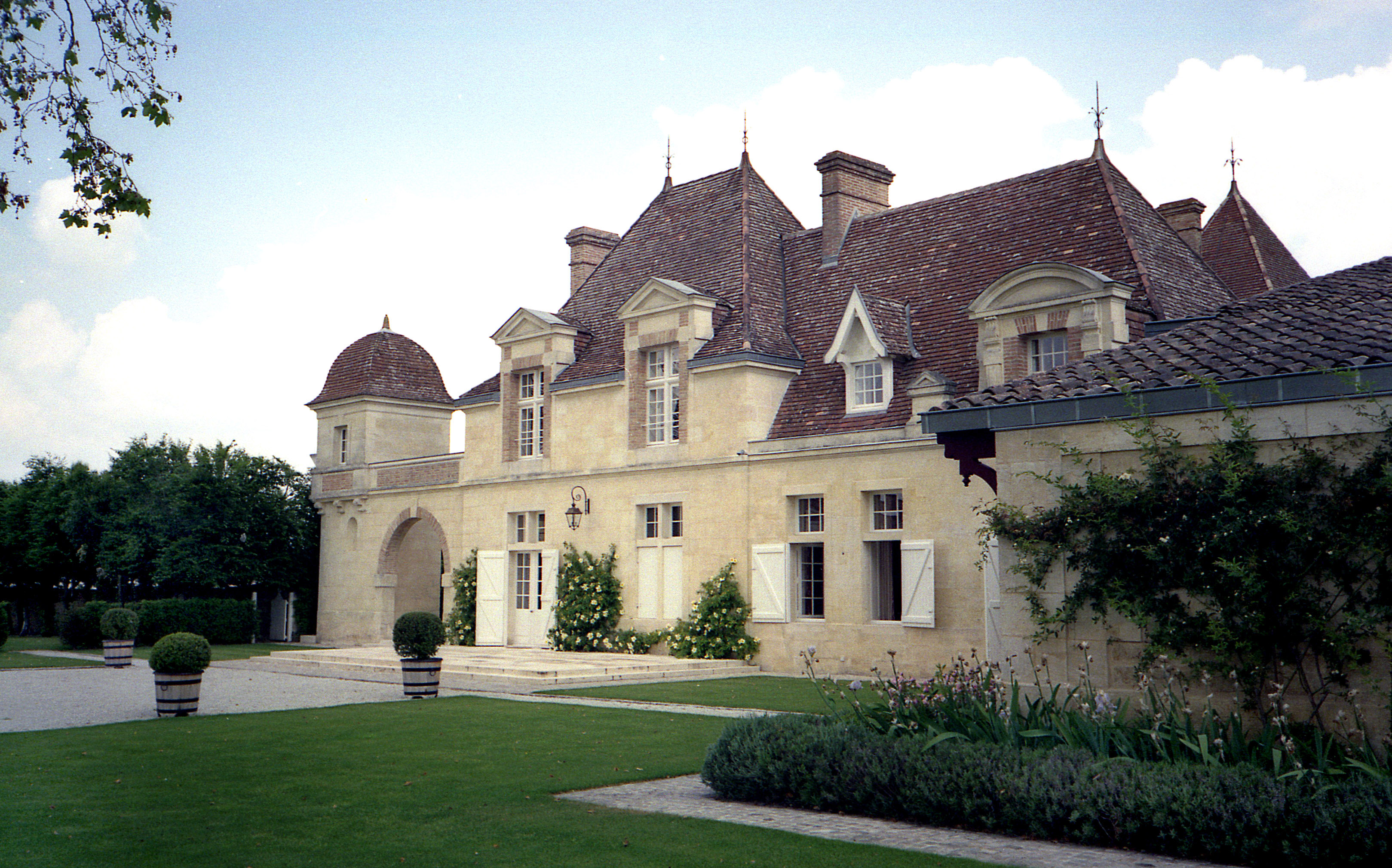
Château Rauzan-Ségla — вигляд виноробного господарства

Château Rauzan-Ségla або Château Rausan-Ségla — французьке виноробне господарство, розташоване в комуні Марго (фр. Margaux), округу Медок (фр. Medoc) регіону Бордо. Згідно з «Офіційною класифікацією вин Бордо 1855 року», господарство належить до категорії «Другі крю» (фр. Deuxièmes crus), тобто другої категорії з п'яти в класифікації. Одне з п'ятнадцяти господарств, що входять до категорії «Другі крю» офіційної класифікації 1855 року. Друга альтернативна назва Château Rausan-Ségla часто використовувалась до 1994 року, після чого оригінальна Château Rauzan-Ségla стала знову офіційною.

## Історія господарства
Rauzan-Ségla було частиною великого господарства Rausan придбаного П'єром де Раузаном у середині XVII століття. З часом велике господарство було розділено і на момент складання офіційної класифікації 1855 року господарство складалося із чотирьох менших: Château Rauzan-Gassies, Château Rauzan-Ségla, Château Desmirail та Château Marquis de Terme.
Після тривалого володіння господарством сім'єю Дюран-Дезьє, майно було придбано Фредеріком Крузом у 1903 році. Сім'я Круз володіла господарством до 1957 року. До 1989 року господарство належало транспортній компанії «John Holt». До 1982 року господарством був було найнято консультантом Еміля Пейно. У 1989 році господарство було придбано теперішнім власником компанії «Brent Walker». У 1994 році господарство було куплено сім'єю Верхаймер з Шанель. До виробництва було залучено Девіда Орра (із Château Latour) та Джона Коласу. Шанель залишаються власниками господарства і по сьогодні.

## Виробництво
Виноградники Rauzan-Ségla займають площу 51 гектар (130 акрів).
Розподіл сортів: 61% Каберне Совіньйон, 35% Мерло і по 2% Каберне Фран та Пті Вердо.

### Вина
- Château Rauzan-Ségla — «перше» вино господарства. Щорічний об'єм становить 8 000 ящиків.
- Ségla — «друге» вино господарства виготовляється із надлишків «першого».